# Promachus lemur
Promachus lemur là một loài ruồi trong họ Asilidae. Promachus lemur được Bromley miêu tả năm 1931. Loài này phân bố ở vùng nhiệt đới châu Phi.